# Sygnet wydawniczy

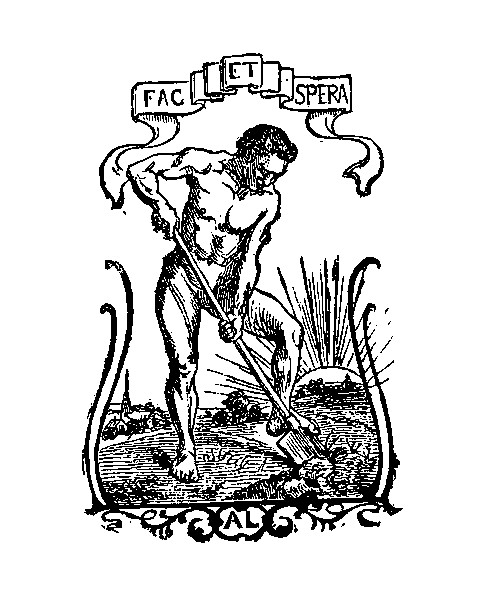
Sygnet wydawniczy Alphonse'a Lemerre'a z dewizą „Czyń i miej nadzieję”

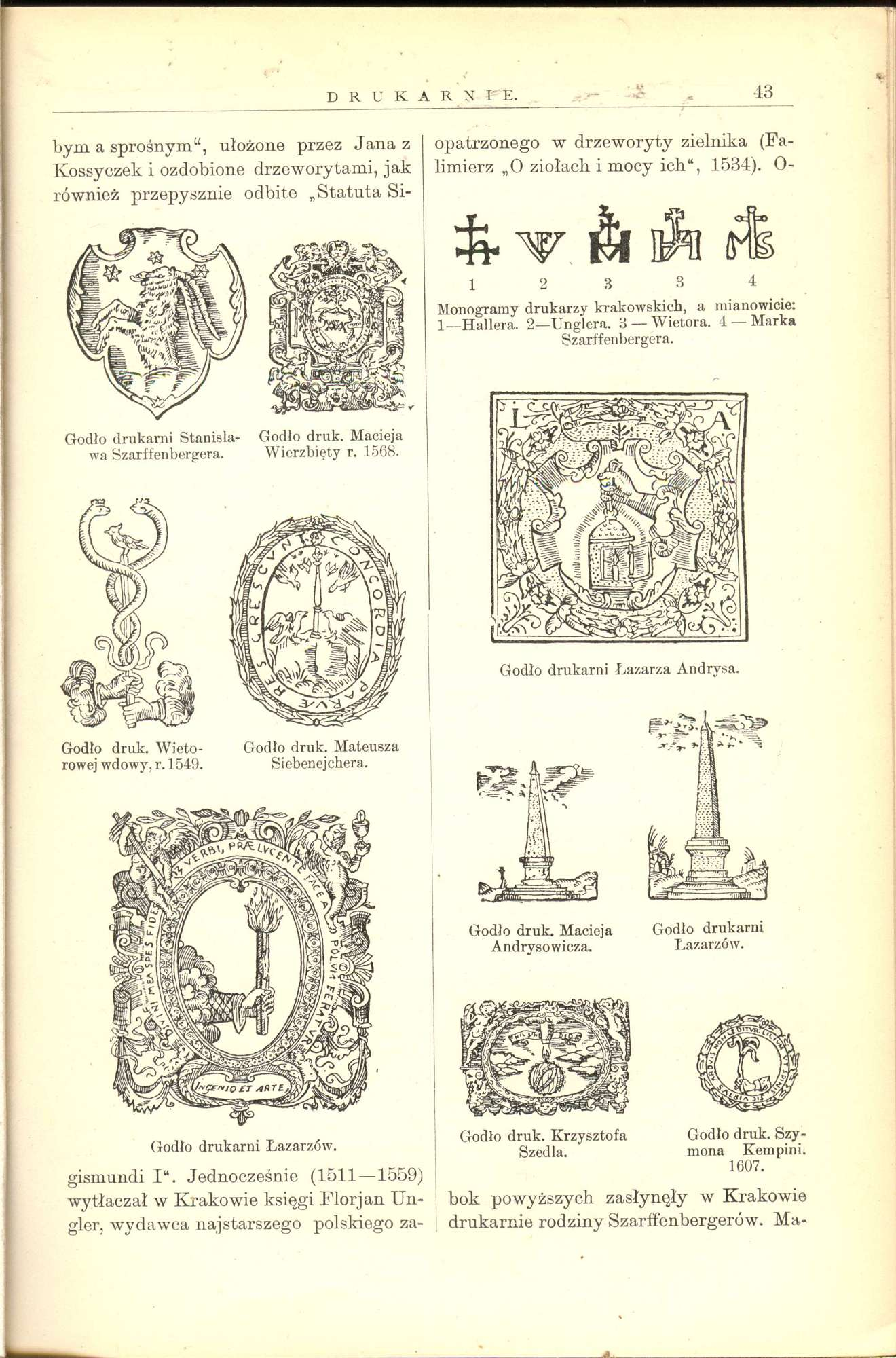
Wizerunki sygnetów wydawniczych z Encyklopedii staropolskiej Zygmunta Glogera.

Sygnet wydawniczy (pierwotnie sygnet drukarski) – (fr. signet – znak, sygnał; łac. signo – pieczętuję, oznaczam), znak, godło drukarni, wydawnictwa bądź rzemiosła. Początkowo odbijany  na końcu książki, od XVI w. na karcie tytułowej lub okładce książki. Identyfikował drukarza.
Największy zbiór sygnetów drukarskich znajduje się w Bibliotece Kongresu w Waszyngtonie. W Polsce niewielkie kolekcje posiadają właściciele prywatni. 

## Budowa sygnetu
Sygnet składał się zasadniczo z inicjałów drukarza lub instytucji wydawniczej bądź nakładowej. Najczęstszymi elementami były m.in. symbole sztuki drukarskiej (np. prasa drukarska), mądrości (jak pochodnia, sowa, kaganiec oświaty), pisania (książka, gęsie pióro, kałamarz), nadziei (kotwica), piękna (różnorodne kwiaty), miłości bliźniego (serce), ziemi (globus), a także widoki miast czy konkretnych budowli. Często pojawiały się też herby właścicieli oficyny, godła miast lub państw. W okresie od XVI do XVIII wieku wiele sygnetów zaopatrywano w krótkie sentencje, głównie w języku łacińskim. (np. Labor ipse voluptas na drukach Michała Grölla).

## Dzieje sygnetu
Pierwszy sygnet pojawił się w Niemczech w 1462 r. Został on wytłoczony na Psałterzu mogunckim przez Johanna Fusta i Petera Schöffera. Wraz  z rozwojem drukarstwa sygnet zaczął się upowszechniać. Z czasem zmieniła się też jego funkcja, miał teraz również ozdabiać książkę. Na rozwój sygnetów miały wpływ zarówno prądy artystyczne, jak i kulturalne, religijne czy też polityczne. W okresie inkunabułów stosowane były sygnety drzeworytowe, rzadziej stosowano metalowe. Sygnety były to wówczas głównie gmerki, wyobrażenia przedmiotów nawiązujące do nazwisk czy też sceny religijne, mitologiczne, z życia codziennego, figury geometryczne. W pierwszej połowie XVI w. nastąpił rozwój jakościowy i ilościowy sygnetów. Składały się one wówczas najczęściej z nazwiska drukarza, miejsca jego zamieszkania, określenia charakteru dzieła. Jednak nadal popularne były sygnety religijne i portretowe. W okresie późnego renesansu i baroku nadal dominowały sygnety religijne, a także memento mori i portretowe. Od połowy XVII w. sygnet drukarski stracił na znaczeniu, ważniejszy stał się sygnet wydawniczy (nakładcy), który coraz częściej umieszczano na karcie tytułowej, podczas gdy sygnet drukarski przeszedł na koniec książki. Współczesny sygnet wydawniczy i sygnet księgarski rozwinęły się na przełomie XIX i XX w. Są one znakami firm wydawniczych i księgarskich, pełnią funkcję informacyjną oraz znaku ochronnego w handlu. Początkowo sygnety umieszczano łącznie z kolofonem na końcu książki. Kiedy w XVI w. ukształtowała się karta tytułowa, sygnet zaczęto tłoczyć także na niej, a gdy w XVII w. kolofon zaniknął, sygnet umieszczano wyłącznie na karcie tytułowej.

## Dzieje sygnetu w Polsce
Sygnet pojawił się w Polsce pod koniec XV w. na drukach pierwszych drukarzy krakowskich: Kaspra Straubego (na dziele Opus restitutionum Franciszka de Platea, 1475) i Szwajpolta Fiola. W XVI w. używali go kolejni drukarze krakowscy: Kasper Hochfeder, Jan Haller, Florian Ungler, Hieronim Wietor. W miarę jak sztuka drukarska rozprzestrzeniała się na ziemiach polskich, sygnety zaczęły się pojawiać także na drukach tłoczonych poza Krakowem. W XVII i pierwszej połowie XVIII w. sygnet stracił trochę na znaczeniu, dawną rolę odzyskał dopiero w epoce oświecenia. Upowszechnili go wtedy drukarze warszawscy, krakowscy i lwowscy, jak Wawrzyniec Krzysztof Mitzler de Kolof, Michał Gröll, Ignacy Grebel, Kazimierz Szlichtyn, Antoni Piller. W okresie porozbiorowym znaczenie sygnetu znowu upadło, odrodził się jednak na przełomie XIX i XX w. dzięki konkursom organizowanym przez wydawnictwa.